# Amysidiella micare
Amysidiella micare är en insektsart som beskrevs av Broomfield 1985. Amysidiella micare ingår i släktet Amysidiella, och familjen Derbidae. Inga underarter finns listade i Catalogue of Life.